# Tyrifjorden

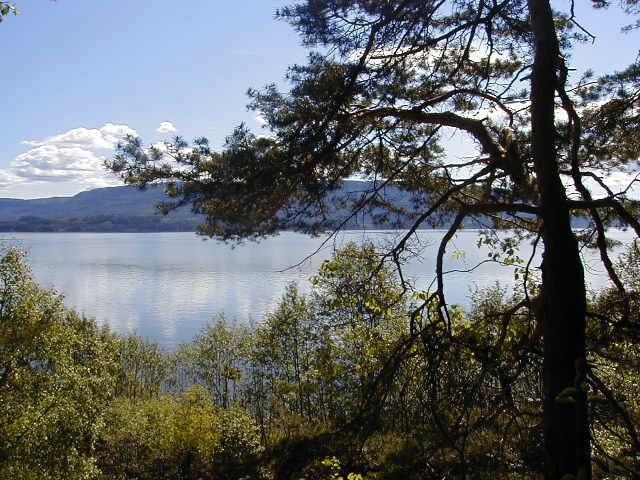

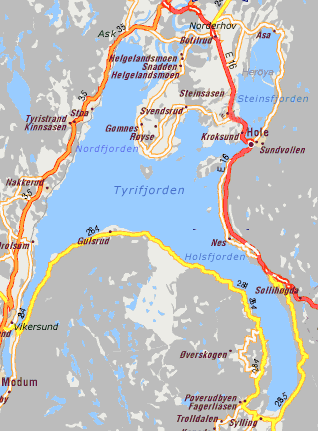
Karta över Tyrifjorden.

Tyrifjorden är en insjö i Buskerud fylke i Norge. Sjön är Norges femte största. Den är 134 kvadratkilometer stor till ytan och ligger 63 meter över havets nivå. Tyrifjorden är djup, på sitt djupaste ställe 295 meter, och omges likt en havsfjord till stor del av branta bergssluttningar. Vatten från Sperillen och Randsfjorden fyller på sjön, som avvattnas genom Drammenselva.
I de centrala och nordöstra delarna av Tyrifjorden finns flera mindre öar, bland annat Utøya.